# Hannes Pohlit

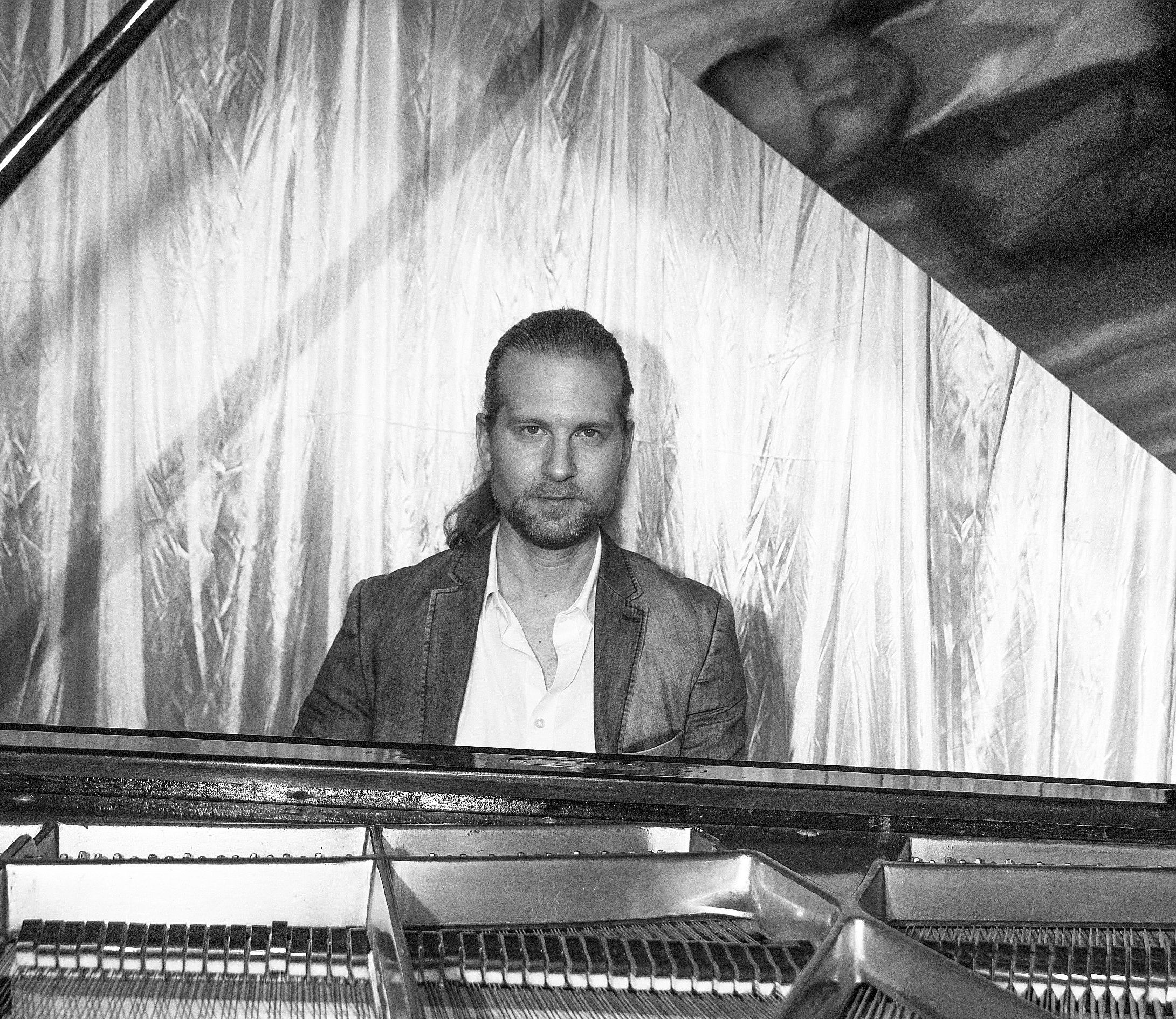
Hannes Pohlit (2021)

Hannes Pohlit (* 21. August 1976 in Heidelberg) ist ein deutscher Komponist, Pianist und Dirigent.

## Leben
Hannes Pohlit wuchs in Rheinland-Pfalz auf und erhielt von 1992 bis 1995 – gemeinsam mit seinem Bruder Stefan Pohlit – ersten Kompositionsunterricht bei Róbert Wittinger. Die Familie von Hannes Pohlit stammt ursprünglich aus Breslau. Nach dem Abitur studierte er Komposition bei Hans Zender (Frankfurt am Main) und Reinhard Pfundt (Leipzig), Dirigieren bei Christian Kluttig, Gert Bahner (Leipzig) und Gunter Kahlert (Weimar) sowie Musiktheorie bei Gesine Schröder (Leipzig). Nach einem dreijährigen Engagement als Korrepetitor und Dirigent am Opernhaus Erfurt gründete er 2006 in Leipzig das „ensemble leipzig 21“, ein Spezialensemble für zeitgenössische Musik, und dirigierte Konzerte u. a. mit der Jenaer Philharmonie und der Thüringen Philharmonie Gotha-Suhl. Von 2010 bis 2015 hatte er Lehraufträge für Musiktheorie an der Hochschule für Musik und Theater „Felix Mendelssohn Bartholdy“ Leipzig. Seit 2017 ist Hannes Pohlit festangestellter Dozent für Partiturspiel, Partiturkunde und Korrepetition am Institut für Dirigieren und Opernkorrepetition der Hochschule für Musik Franz Liszt Weimar.
Hannes Pohlits Werke erscheinen seit 2013 im Friedrich Hofmeister Musikverlag sowie seit 2022 auch im Musikverlag Ries & Erler. Als Pianist tritt Hannes Pohlit vor allem mit Musik der Spätromantik und der frühen Moderne auf, wobei im Zentrum seines Repertoires die Werke von Franz Liszt, Sergei Rachmaninoff und Claude Debussy stehen. Dies hat sich auch in seinem kompositorischen Schaffen ausgedrückt hat durch – neben seinen seriösen Werken entstandene – Klavierwerke in einem romantischen Salon-Stil von hoher Virtuosität (Paraphrases de Tango, Ballade de salon). Er ist Blüthner Artist und hat wiederholt seine Vorliebe für die besonderen Klangeigenschaften der Instrumente der Julius Blüthner Pianofortefabrik geäußert. Im Sommer 2014 folgte er einer Einladung als Composer in residence zu dem von Hans Werner Henze gegründeten Cantiere Internazionale d’Arte nach Montepulciano, wo u. a. seine Sinfonietta für großes Orchester Il Vento (Der Wind) unter der Leitung von Roland Böer zur Uraufführung kam. Für die Neuinszenierung von Goethes Faust am Thüringer Landestheater Rudolstadt schuf er 2014/15 eine neue sinfonische Schauspielmusik und war den Thüringer Symphonikern Saalfeld-Rudolstadt zudem für einige Jahre als Komponist und Pianist verbunden. 2019 produzierte der SWR eine Radio-Porträtsendung über ihn in der Reihe „Treffpunkt Klassik extra“. Im Herbst 2021 erschien im Klassiklabel querstand seine Debüt-CD als Pianist mit Werken von Hans Werner Henze, George Enescu und Franz Liszt, gefolgt von der Gesamteinspielung seiner Paraphrases de Tango (Mai 2023). Im Januar 2022 lehrte er als Gastprofessor für Klavier am Conservatorio di Musica Benedetto Marcello in Venedig und spielte in seinem Rezital im Konzertsaal des Konservatoriums u. a. die Uraufführung seiner Ballade de salon. Im Auftrag des Leipziger Symphonieorchesters (LSO) komponierte er für die Festwochen zum 60-jährigen Bestehen des Orchesters das Tango-Concerto für Klavier und Orchester, das im September 2023 unter der Leitung von GMD Robbert van Steijn und mit dem Komponisten als Solisten zur Uraufführung kam und dem Dirigenten und Intendanten Wolfgang Rögner gewidmet ist. Hannes Pohlit lebt seit 1998 in Leipzig und war von 2013 bis 2018 mit Ada Leung-Pohlit verheiratet.

## Werke
(in chronologischer Reihenfolge):
- Kammersinfonie (2007–2009) für 11 Solo-Instrumente; Uraufführung 2009, Leipzig; Dirigent: Hannes Pohlit
- Nachtstück (2008) für kleines Orchester; Uraufführung 2009, Gotha; Thüringen Philharmonie Gotha, Dirigent: Hannes Pohlit
- Sextett für Streicher (2010) für zwei Violinen, zwei Bratschen, zwei Violoncelli; Uraufführung 2010, Leipzig; Ensemble „Musik und Gegenwart“ (Verlag: Friedrich Hofmeister)
- La Chapelle de François Liszt (2010), Paraphrase über drei Klavierwerke von Franz Liszt für Orchester (Kompositionsauftrag der Thüringer Symphoniker Saalfeld-Rudolstadt zum Franz Liszt-Jahr 2011) Uraufführung 2011, Saalfeld; Thüringer Symphoniker, Dirigent: Daniel Huppert (Verlag: Friedrich Hofmeister)
- Contemplations (2011), Lyrische Stücke für Solo-Violoncello und kleines Orchester; Uraufführung 2011, Leipzig; Solist: Paul Jakob Fricke (Violoncello), Dirigent: Hannes Pohlit (Verlag: Friedrich Hofmeister)
- Paraphrases de Tango sur des mélodies de Carlos Gardel für Klavier solo (2012–2013) (Premier Livre: N° 1. Paraphrase de concert sur „Mi Buenos Aires Querido“, N° 2. Fantaisie sur la mélodie „El Dìa Que Me Quieras“, N° 3. Solitude, N° 4. Grande Valse-Fantaisie sur la mélodie „Amores de Estudiante“; Deuxième Livre: N° 5. Paraphrase de concert sur „Por Una Cabeza“, N° 6. Paraphrase de concert sur „Volvio Una Noche“, N° 7. Grande Fantaisie de bravoure sur la mélodie „Recuerdo Malevo“; Troisième Livre: N° 8. Fantaisie sur la mélodie „Sus ojos se cerraron“, N° 9. Le Retour, N° 10. Paraphrase de concert sur „Amargura“, N° 11. Paraphrase de concert sur „Cuesta abajo“, N° 12. Paraphrase de concert sur „Arrabal Amargo“; Verlag: Friedrich Hofmeister)
- Paraphrases de Tango sur des mélodies de Carlos Gardel / Supplement: N° 13. Fantaisie sur la mélodie „Lejana Tierra Mia“; Uraufführung 2022, Venedig; Hannes Pohlit (Klavier)
- Il Vento; Sinfonietta per grande orchestra (2013–2014) in memoria di Hans Werner Henze dedicata a Carlo Pasquini I. Zefiro; II. Intermezzo: Consolazione; III. Notte di tempesta; Uraufführung 2014, Montepulciano; Symphonieorchester des RNCM Manchester, Dirigent: Roland Böer (Kompositionsauftrag der Fondazione Cantiere Internazionale d'Arte di Montepulciano), (Verlag: Friedrich Hofmeister)
- A-d-a für zwei Violinen und Violoncello (2013); Uraufführung 2014, Montepulciano; Jelena Citakovic, Uta Woyniewicz (Violinen), Jacopo Francini (Violoncello)
- Geheimnis / Für Ada (2013) für Klavier solo; Uraufführung 2014, München; Hannes Pohlit, Klavier
- Les Lumières de la Nuit; Zwei Nocturnes für Klaviertrio (2014); 1. Les Cloches, 2. Le Retour au Jardin d'Eden; Uraufführung 2014, Montepulciano; Klaus Nerdinger (Violine), Jacopo Francini (Violoncello), Hannes Pohlit (Klavier), Kompositionsauftrag der Fondazione Cantiere Internazionale d'Arte di Montepulciano (Verlag: Friedrich Hofmeister)
- Zwölf Stücke zu Goethes „Faust“ für Soli, Chor und Orchester (2014/2015); Bühnenmusik zu J. W. Goethes „Faust – Der Tragödie Erster Teil“ (Kompositionsauftrag des Thüringer Landestheaters Rudolstadt); Uraufführung 2015, Ensemble des Theaters Rudolstadt, Thüringer Symphoniker Saalfeld-Rudolstadt, Dirigent: Oliver Weder
- Nel Fiume eterno; per clarinetto di bassetto e quartetto d'archi (2015/16); I. Ondina; II. Il Fiume invisibile; III. Farfalla; Uraufführung 2016, Bamberg; Martin Bewersdorff (Bassettklarinette), Ravel-Ensemble (Verlag: Friedrich Hofmeister)
- Sonatine für Violine und Klavier (2017)
- Humanité; Geistliches Konzert für Violine und Orgel zum 500. Jubiläum der Reformation 1517/2017; I. Wachet auf; II. Ein neues Lied wir heben an; III. Komm Gott, Schöpfer, Heiliger Geist; Uraufführung 2018, Nikolaikirche Leipzig, Stefan Arzberger (Violine), Simon Reichert (Orgel) (Verlag: Friedrich Hofmeister)
- 1. Orgelsymphonie („Psalmen-Symphonie“;2019, Denny Ph. Wilke gewidmet)
- 2. Orgelsymphonie („Weinen, Klagen, Sorgen, Zagen“; 2019/20, Nathan J. Laube gewidmet)
- Ballade de salon (Morceau de concert) für Klavier (2021); Uraufführung: 2022, Venedig; Hannes Pohlit (Klavier) / (Verlag: Ries & Erler)
- Tango-Concerto for piano and orchestra (2022/23); Uraufführung: 2023, Kulturhaus Böhlen (Leipzig); Leipziger Symphonieorchester, Hannes Pohlit (Klavier), Angela Sallat & Andreas Küttner (Tanz), Robbert van Steijn (Dirigent) / (Verlag: Ries & Erler)

## Diskographie
- The Hour of Spirits / Hannes Pohlit - Piano (Hans Werner Henze: Lucy Escott Variations, George Enescu: Sonate für Klavier Nr. 1 fis-moll op. 24 Nr. 1, Franz Liszt: Fantasie und Fuge über den Choral „Ad nos, ad salutarem undam“/Transkription für Klavier von Ferruccio Busoni); CD (2021, querstand)
- Paraphrases de Tango sur des mélodies de Carlos Gardel Nos. 1–12 / Hannes Pohlit - Piano; CD (2023, querstand)